# Polder van J. Mulder
De Polder van J. Mulder is een voormalig waterschap in de Nederlandse provincie Groningen.
De polder, die slechts één ingeland had, was gelegen op de ongeveer 100 m brede landtong, 't Stort genaamd, tussen de Munnekezijlsterriet en het Reitdiep tegenover Zoutkamp. De landtong was ontstaan toen de Kommerzijlsterriet als gevolg van de afsluiting van het Reitdiep in 1877 een aparte afwatering nodig had en er een leiding parallel aan het Reitdiep werd gegraven. Het schap had een molentje dat uitsloeg op de Munnekezijlsterriet. De molen is kort na 1910 vervangen door een windrotor. Deze is in in de jaren 50 afgebroken, zodat de polder formeel ophield te bestaan.
Waterstaatkundig gezien ligt het gebied sinds 2000 binnen dat van het waterschap wetterskip Fryslân.

## Molenaar
Volgens de molendatabase was Jan Mulder de molenaar. Geertsema gebruikt in zijn standaardwerk De zeeweringen, waterschappen en polders in de provincie Groningen de naam I. Mulder. Bovendien noemt hij geen datum van oprichting, zodat het bij dit waterschap vrijwel zeker om een zogeheten niet-gereglementeerd – dat wil zeggen: een niet door de provincie opgericht waterschap gaat. Zijn enige bron is waarschijnlijk de informatie die hij bij de eigenaar heeft opgevraagd. De I. is dus vrijwel zeker een verschrijving.